# Honninggrævling
Honninggrævlingen (Mellivora capensis) er et dyr inden for mårfamilien og den eneste art under slægten Mellivora. Dyret bliver 60-75 cm langt. Der lever honninggrævlinge i Afrika, Sydvestasien og det indiske subkontinent.